# Michal Hrůza
Michal Hrůza (* 31. srpna 1971, Turnov) je český zpěvák a zakládající člen skupiny Ready Kirken.

## Život
Hudbě se začal věnovat na střední vojenské škole, kde byl členem školní hudební skupiny a kde hrál amatérské divadlo. Po maturitě založil punk rockovou kapelu Brambory a hard rockové trio 51. chvíle. V roce 1993 se odstěhoval do Pardubic, kde hrál tři roky ve skupině Anachronic. V roce 1996 založil skupinu Ready Kirken, s kterou natočil pět hudebních alb a napsal pro ni více než padesát písní a textů. Jeho skladba pro Anetu Langerovou Voda živá byla v letech 2005 a 2006 hitem roku. V roce 2006 byl z kapely vyloučen a tak stál u zrodu jeho nové skupiny Kapely Hrůzy. Vytvořil album Bílá velryba (2007), Napořád (2009), Noc (2012), Sám sebou (2017), Světlo do tmy (2020). Podílel se i na hudbě k filmu Lidice (2011), filmu Martin a Venuše (2012), filmu Zakázané uvolnění (2014), filmu Padesátka (2015), filmu Pohádky pro Emu (2016) a k filmu Špunti na vodě (2017). Je autorem i mnoha televizních znělek (seriál Vyprávěj, Mazalové, Mistr E). Také nazpíval cover k písni Píseň kovbojská, která se stala znělkou k TV seriálu Slunečná (2020).
V dubnu 2023 na ulici v Praze zpacifikoval mladíka, který pěstmi napadal kolemjdoucí. Psychicky nemocný muž zbil náhodně vybraných pět dětí a dvě dospělé ženy. Hrůza muže srazil na zem a předal hlídce policie. Později se ukázalo, že mladík měl v batohu čtyři nože. V roce 2023 byl za tento čin nominován na Cenu Michala Velíška.

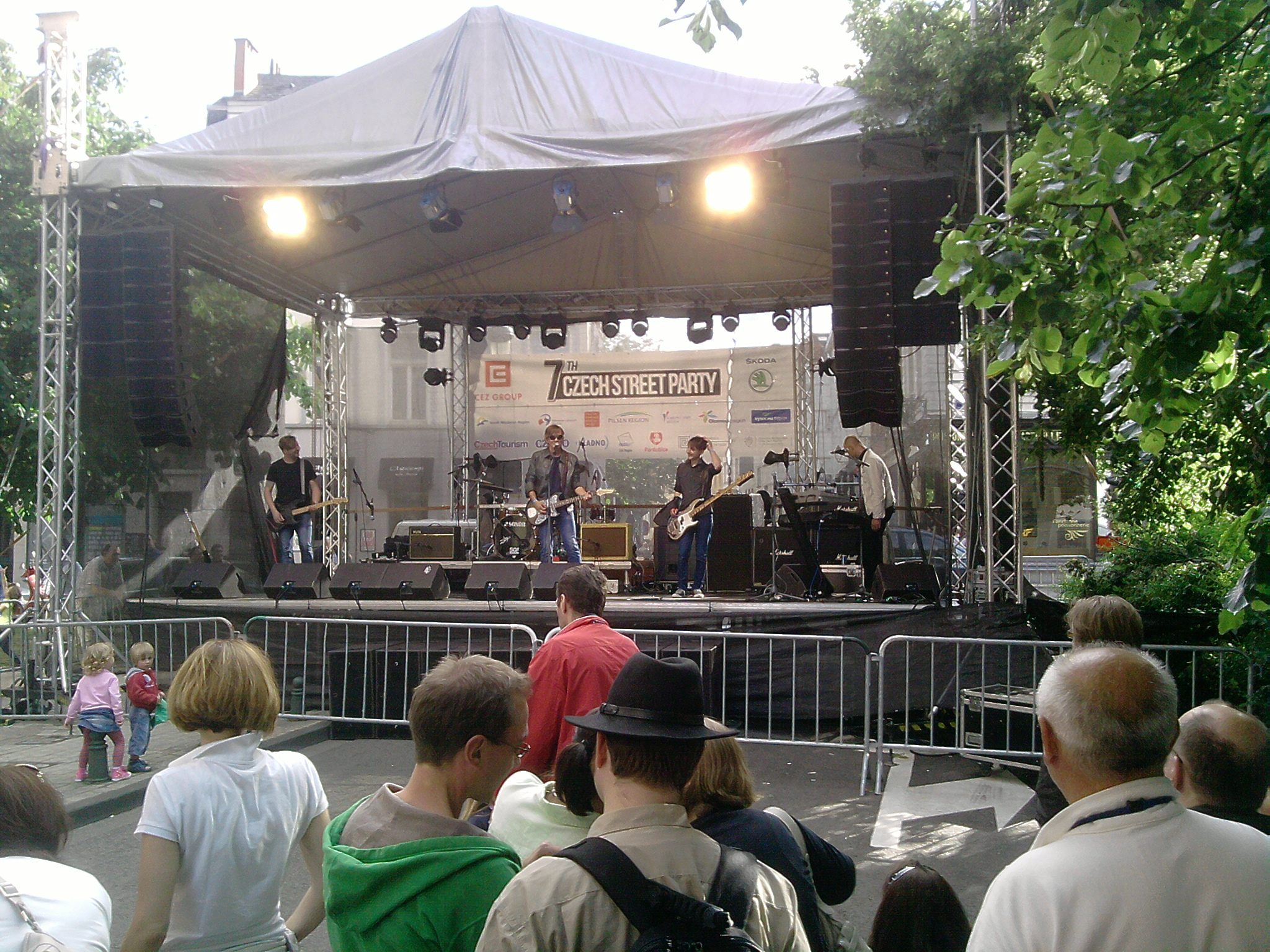
Michal Hrůza na koncertě (7. Czech Street Party) v Bruselu (2013)

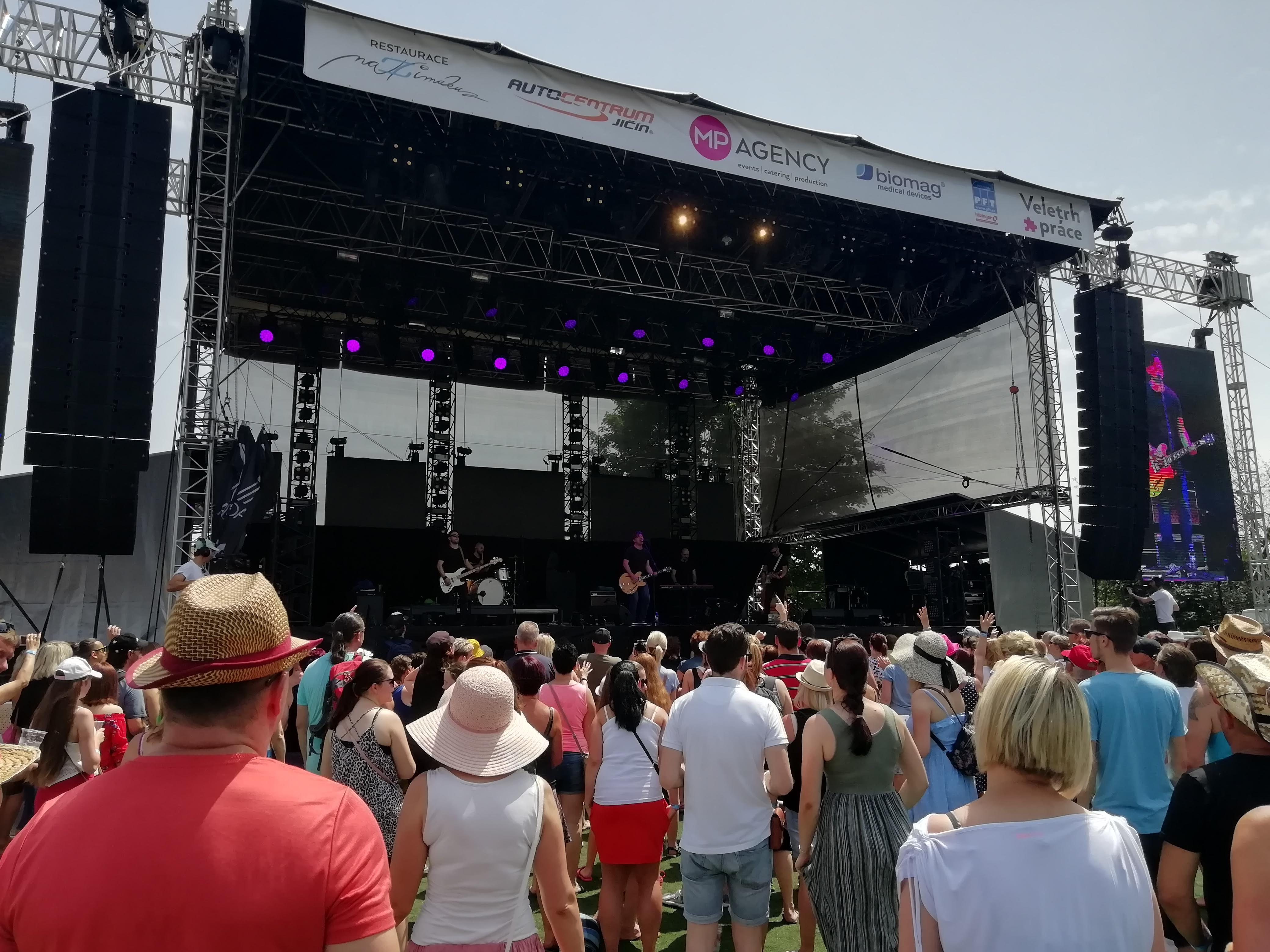
Michal Hrůza na koncertě v Jičíně (2019)

### Úraz
Dne 17. července 2014 při potyčce v ostravské Stodolní ulici utrpěl vážný úraz hlavy provázený krvácením do mozku, po němž zůstal v bezvědomí. Téhož dne byl operován v Městské nemocnici v Ostravě, od té doby do 30. července byl v umělém spánku. Událost je kvalifikována jako těžké ublížení na zdraví, dvojici zadržených mladých studentů z Ostravy za ně hrozí 5 až 12 let vězení. Mladíci, jejichž rvačce chtěl zpěvák zabránit, byli obviněni z vydírání a výtržnictví a následně vzati do vazby.

## Diskografie
- 1996 Ready Kirken
- 2001 Vlny
- 2002 Čekal jsem víc
- 2004 Krasohled
- 2006 Asi se něco děje
- 2006 12 NEJ

### Michal Hrůza a KAPELA HRŮZY
- 2007 Bílá velryba
- 2009 Napořád
- 2011 Lidice (film)
- 2012 Noc
- 2012 Martin a Venuše (film)
- 2014 Den
- 2014 Zakázané uvolnění (píseň k filmu)
- 2015 Padesátka (píseň ke stejnojmennému filmu)
- 2016 Pro Emu (píseň k filmu Pohádky pro Emu)Z koncertu Michala Hrůzy u příležitosti vyhlášení cen ankety Žebřík 2023 (5. 4. 2024).
- 2017 Sám se sebou

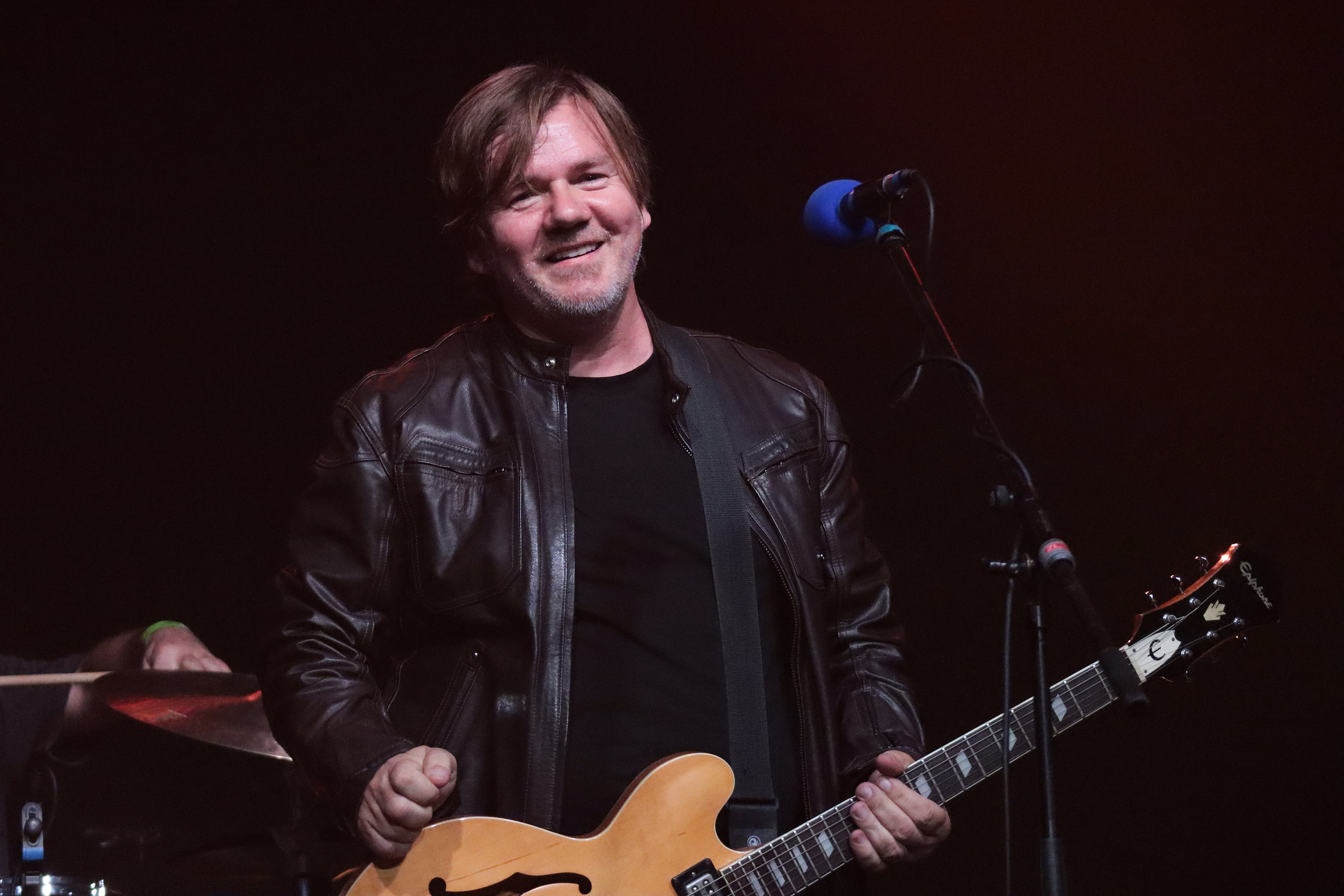
Z koncertu Michala Hrůzy u příležitosti vyhlášení cen ankety Žebřík 2023 (5. 4. 2024).

- 2017 Sázava (píseň k filmu Špunti na vodě, feat Nelly)
- 2018 V Rudolfinu - Live
- 2018 Za 100 let- píseň
- Ten, kdo tě miloval (píseň k filmu; feat. Anna K)
- 2020 Světlo do Tmy